# Foley Glacier
Foley Glacier är en glaciär i Antarktis. Den ligger i Västantarktis. Inget land gör anspråk på området. Foley Glacier ligger 282 meter över havet.
Terrängen runt Foley Glacier är kuperad söderut, men norrut är den platt. Terrängen runt Foley Glacier sluttar norrut.  Trakten är obefolkad. Det finns inga samhällen i närheten.